# Ersel Altıparmak
Ersel Altıparmak (* 1. Januar 1942 in Niğde; † 21. März 2014 in Bursa) war ein türkischer Fußballspieler und -trainer. Durch seine langjährige Tätigkeit für Bursaspor wird er sehr stark mit diesem Verein assoziiert. Fans und Verein zählen ihn zu den bedeutendsten Spieler der Klubgeschichte. Zusammen mit seinem Mannschaftskollegen und Sturmpartner Mesut Şen war er für die erste Dekade der Vereinsgeschichte prägend. So agierte er einen Teil seiner Zeit für Bursaspor als Mannschaftskapitän.

## Spielerkarriere
Die Anfänge Altıparmaks Fußballkarriere sind kaum dokumentiert. So begann er ab dem Sommer 1964 für den erst ein Jahr zuvor gegründeten Verein Bursaspor zu spielen und nahm mit diesem Klub an der vor einem Jahr neu eingeführten zweithöchsten türkischen Spielklasse, der mit damaligen Namen als Türkiye 2. Futbol Ligi, teil. Bei diesem Verein setzte er sich auf Anhieb als Stammspieler durch. Mit seinen beiden Sturmpartnern Mustafa Güvenç und Mesut Şen bildete er ein erfolgreiches Sturmtrio, wobei Altıparmak mit 12 Saisontoren als erfolgreichster Torschütze seines Klubs auf sich aufmerksam machte. Über den gesamten Verlauf der Zweitligasaison 1964/65 lieferte sich Altıparmaks Mannschaft mit dem Istanbuler Traditionsverein Vefa SK eine Kopf-an-Kopf-Rennen um die 2. türkische Zweitligameisterschaft. Am Saisonende wurde die Meisterschaft zwar punktgleich, jedoch des schlechteren Torverhältnisses an Vefa vergeben. In der nachfolgenden Saison spielte Altıparmak erneut mit seiner Mannschaft lange Zeit um die Zweitligameisterschaft, dieses Mal wurde die Liga auf dem 3. Tabellenplatz beendet und erneut der erhoffte Aufstieg in die 1. Lig verfehlt. Altıparmak erzielte in dieser Saison zehn Saisontore und war damit erneut einer der wichtigsten Leistungsträger seines Teams. Schließlich gelang in der Zweitligaspielzeit 1966/67 die erhoffte Meisterschaft und damit der Aufstieg in die 1. Lig. Unter Leitung des Cheftrainers Sabri Kiraz setzte sich die Mannschaft mit einem Zweipunktevorsprung gegen Samsunspor durch. Altıparmak war mit 15 Saisontoren erheblich an diesem Erfolg beteiligt und zählte auch durch die Torzahl zu den erfolgreichsten Torjägern der Liga.
In der ersten Erstligaspielzeit der Vereinshistorie sorgte Altıparmaks Team für eine Überraschung und beendete die Saison als Liganeuling auf dem sechsten Tabellenplatz. Altıparmak steuerte zu diesem Erfolg sechs Saisontore bei und bildete mit seinem neuen Sturmpartner Haluk Erdemoğlu und Mesut Şen das Sturmtrio der Mannschaft. In der nächsten Saison, der Spielzeit 1968/69, konnte die Vorjahresleistung übertroffen werden. So wurde die Liga auf dem 5. Tabellenplatz beendet und im türkischen Fußballpokal das Halbfinale erreicht werden. Altıparmak hatte an beiden Erfolgen erheblichen Anteil. So war er mit acht Ligatoren und mit fünf Pokaltreffern mit Abstand der erfolgreichste Torjäger seiner Mannschaft in beiden Wettbewerben. Aufgrund dieser Leistung wurde er im Sommer 1969 in den Kader der türkischen A-Nationalmannschaft berufen.
Nach dieser Saison spielte Altıparmak weiterhin als Stammspieler, blieb aber in den ersten zwei Spielzeiten hinter seiner üblichen Torausbeute. Erst in der Spielzeit 1971/72 war mit sieben Ligatoren zusammen mit seinem Teamkollegen Haluk Erdemoğlu der erfolgreichste Torschütze seiner Mannschaft. In allen drei Spielzeiten erzielte seine Mannschaft Tabellenplätze von sieben bis fünf. In der Saison 1970/71 erreichte Altıparmak mit seiner Mannschaft das erste Mal in der Vereinsgeschichte das Finale des türkischen Fußballpokals. In zwei Pokalfinalspielen unterlag die Mannschaft dem Erzrivalen Eskişehirspor, der Mannschaft der Nachbarprovinz Eskişehir. In der Saison konnte er mit seiner Mannschaft den Premierminister-Pokal gewinnen.
Im Sommer 1972 verließ er nach achtjähriger Tätigkeit Bursaspor und wechselte zum Zweitligisten Kayserispor. Mit dieser Mannschaft erzielte er die Meisterschaft der Zweitligasaison 1972/73 und stieg in die 1. Lig auf. Nach diesem Aufstieg spielte er eine Saison in dieser Liga für Kayserispor und beendete im Sommer 1974 seine aktive Karriere.

### Nationalmannschaft
Nachdem Altıparmak in der Saison 1968/69 eine überzeugende Leistung abgeliefert hatte, wurde er vom türkischen Nationaltrainer Abdulah Gegić in den Kader der türkischen Nationalmannschaft nominiert. Mit dieser nahm er 1965  am RCD-Pokal teil und wurde mit seinem Team Mannschaft hinter dem Iran Turnierzweiter. Im Rahmen dieses Turniers gab er im Spiel gegen die pakistanische Nationalmannschaft sein Länderspieldebüt. Nach diesem Turnier wurde er nicht mehr für die Auswahlmannschaft berücksichtigt.

## Trainerkarriere
Nach dem Ende seiner Spielerkarriere wechselte Altıparmak ins Trainerfach. Zur Saison 1987/88 übernahm er die Reservemannschaft Bursaspors, die damals als Bursaspor P2 Mannschaft. Diese Mannschaft führte er zur Meisterschaft der Drittligasaison 1987/88 und damit zum Aufstieg in die Türkiye 2. Futbol Ligi. In der kommenden Saison übernahm er für ein Spiel interimsweise die erste Mannschaft von Bursaspor, nachdem am Spieltag zuvor der Cheftrainer Ahmet Suat Özyazıcı nach einer 0:6-Heimniederlage gegen Trabzonspor den Verein verlassen musste. Sein Amt übergab Altıparmak an den neuen Cheftrainer Yılmaz Gökdel. In den 1990er Jahren betreute er mehrere Vereine der unteren türkischen Ligen als Cheftrainer. Anschließend arbeitete er fast ausschließlich als Nachwuchstrainer für Bursaspor bzw. für dessen Zweitmannschaft Bursa Merinosspor.

## Tod
Am 21. März 2014 starb Ersel Altıparmak nach einem Herzinfarkt. Am 22. März 2014 wurde er in seiner Wahlheimatstadt Bursa nach dem Mittagsgebet in der Bursa Ulu Moschee auf dem Hamitler Friedhof beigesetzt.

## Erfolge

### Als Spieler
Mit Bursaspor
- Meister der TFF 1. Lig und Aufstieg in die Süper Lig: 1966/67
- Tabellenfünfter der Süper Lig: 1968/69, 1970/71
- Türkischer Pokalfinalist: 1970/71
- Premierminister-Pokalsieger: 1970/71

Mit Kayserispor
- Meister der TFF 1. Lig und Aufstieg in die Süper Lig: 1972/73

Mit der türkischen Nationalmannschaft
- Zweiter beim RCD-Pokal: 1965

### Als Trainer
Mit Bursaspor P2 (Reservemannschaft)
- Meister der TFF 2. Lig und Aufstieg in die TFF 1. Lig: 1987/88